# Isoceras kaszabi
Isoceras kaszabi är en fjärilsart som beskrevs av Daniel 1965. Isoceras kaszabi ingår i släktet Isoceras och familjen träfjärilar. Inga underarter finns listade i Catalogue of Life.